# 浜詰海岸

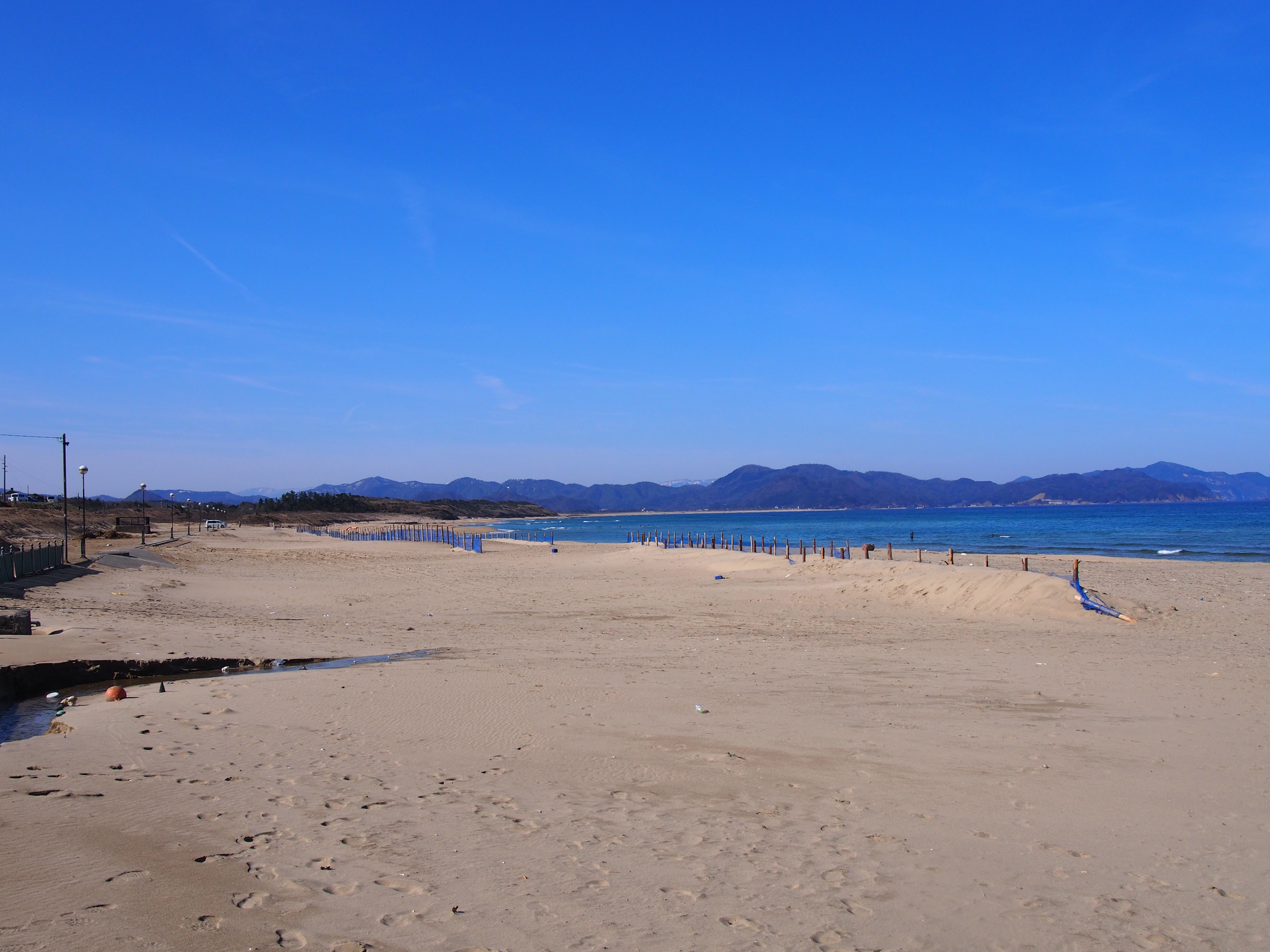
夕日ヶ浦海水浴場

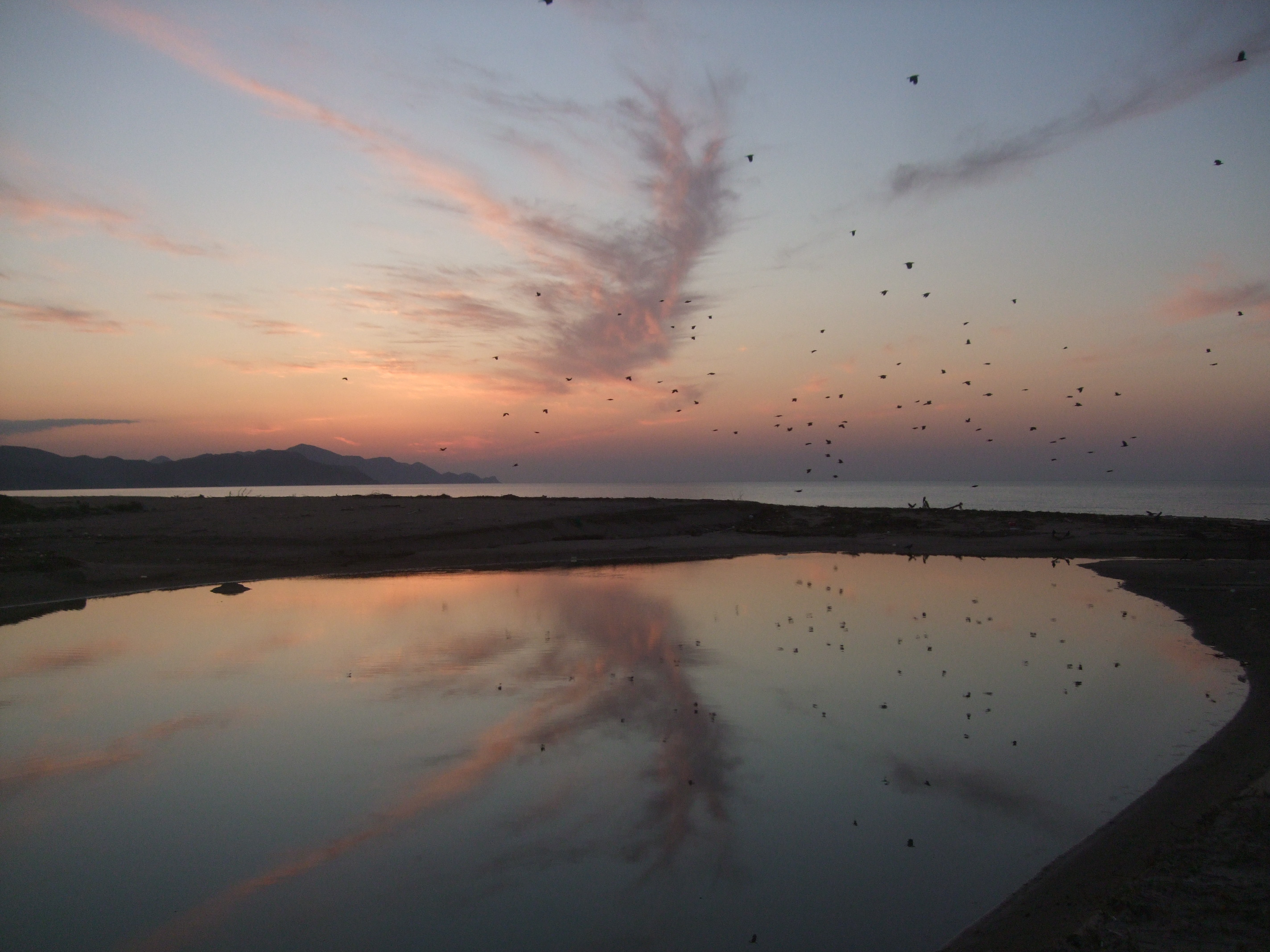
浜詰海岸から見える夕日

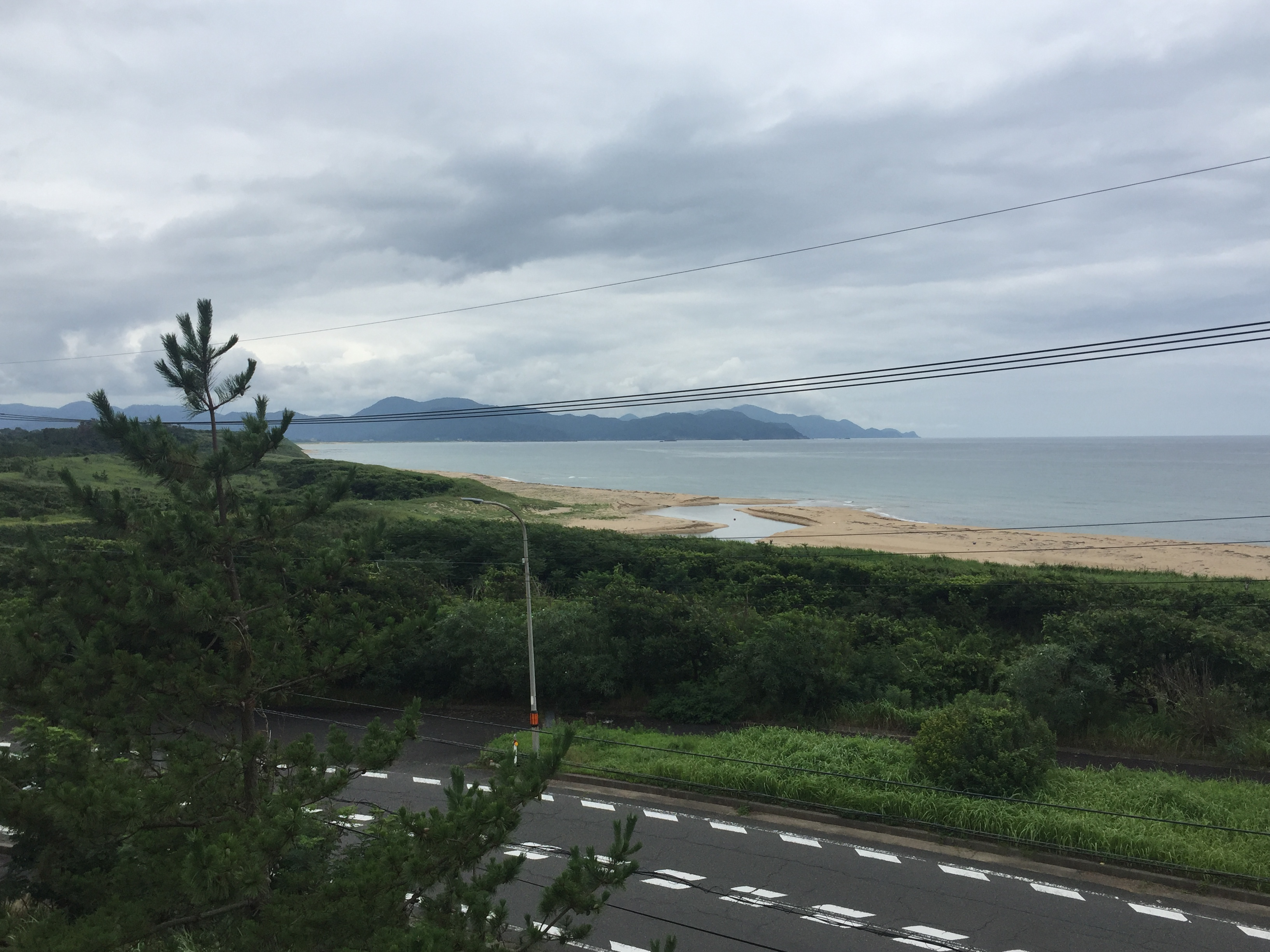
浜詰川河口

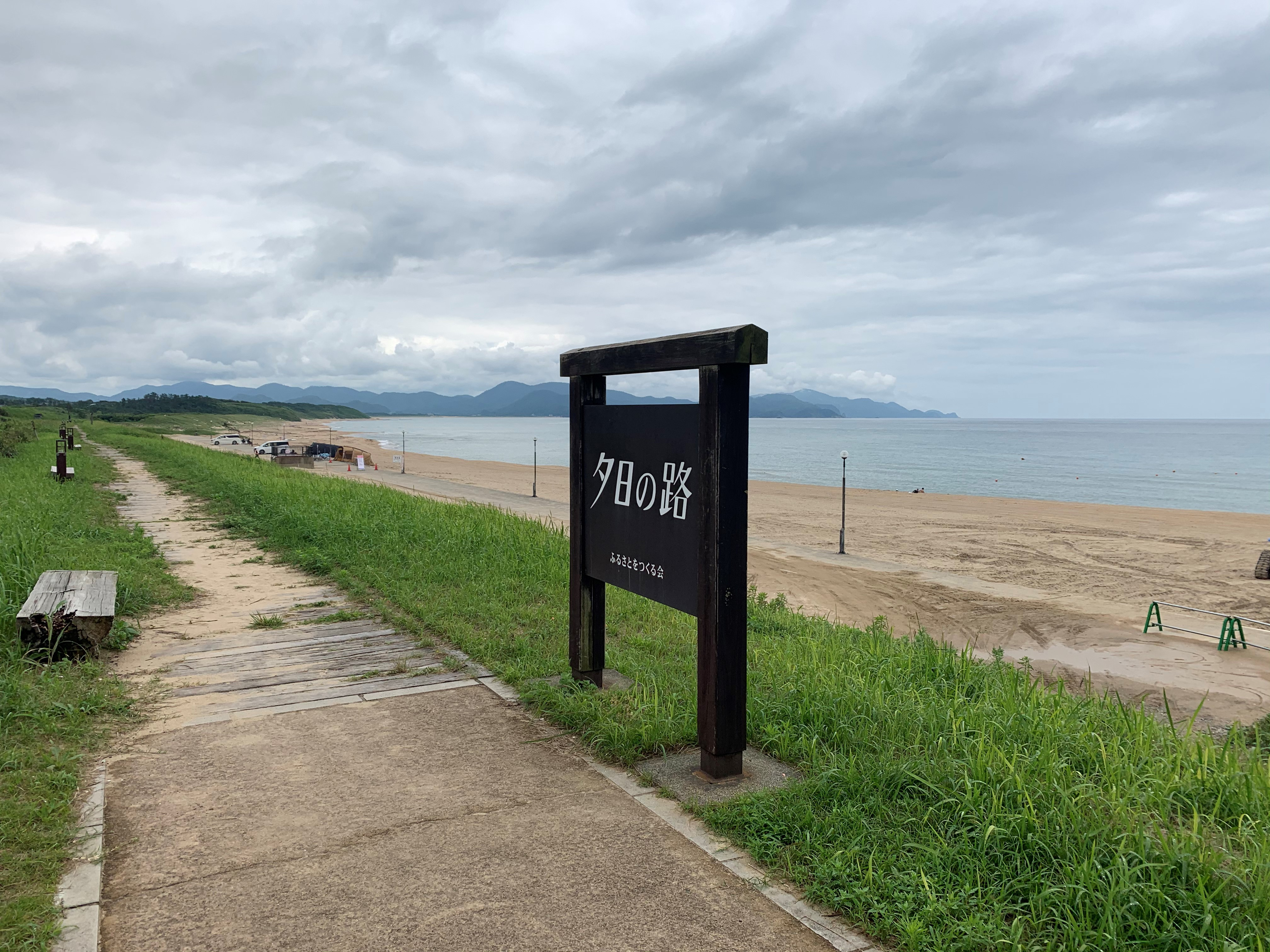
遊歩道「夕日の路」

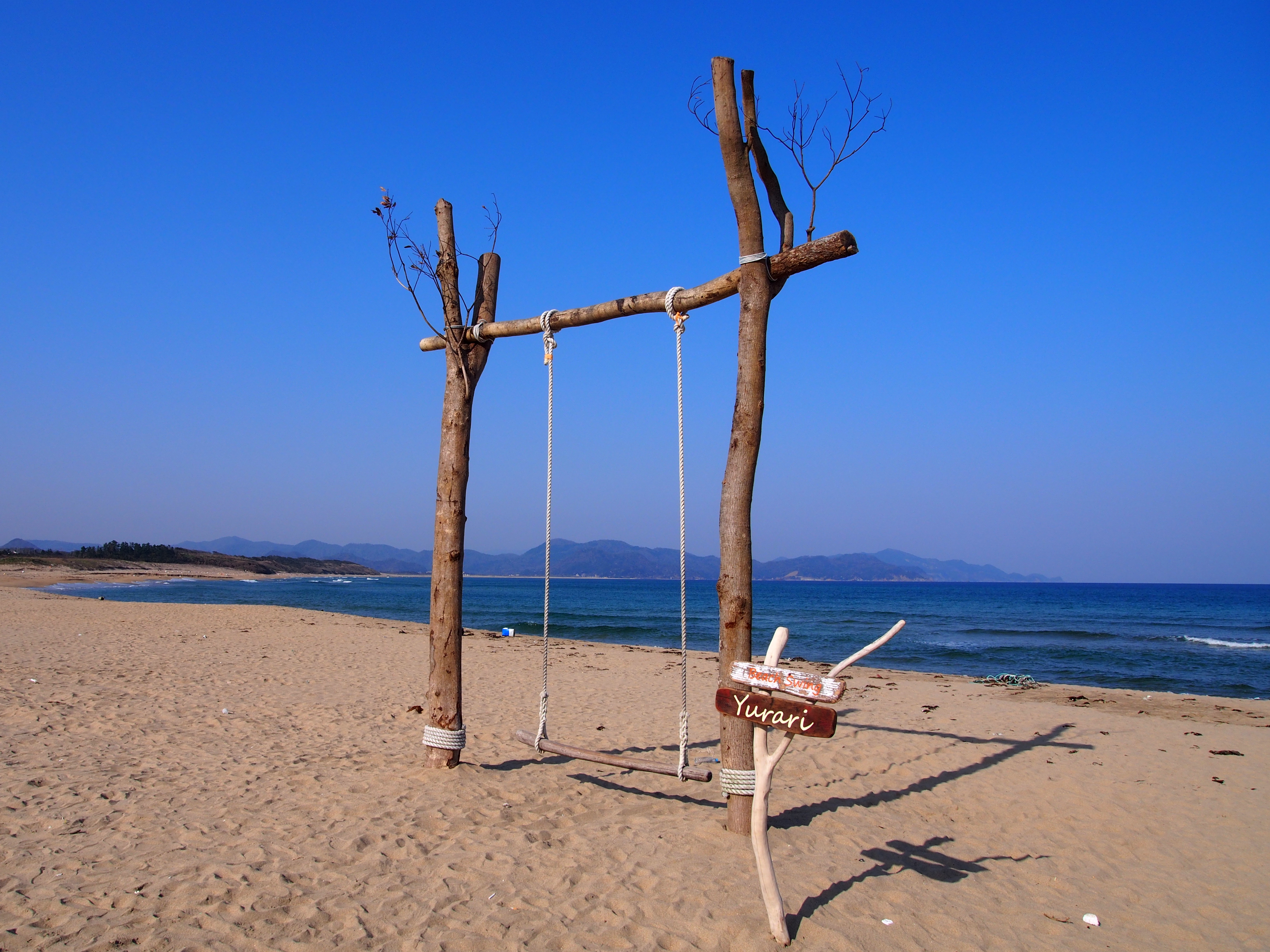
海岸に設置されたビーチブランコ「ゆらり」

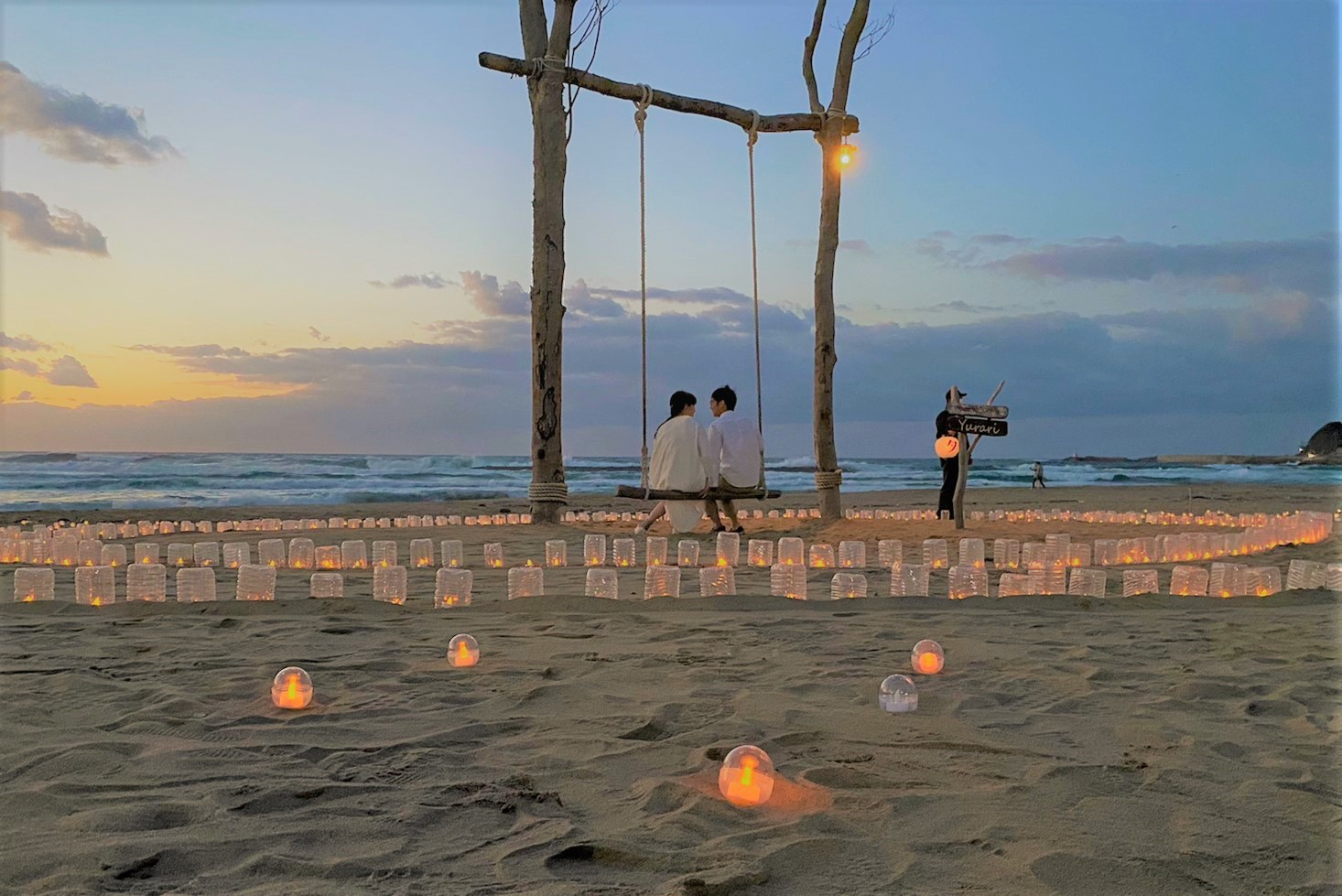
夕日ヶ浦海岸　キャンドルナイト2020

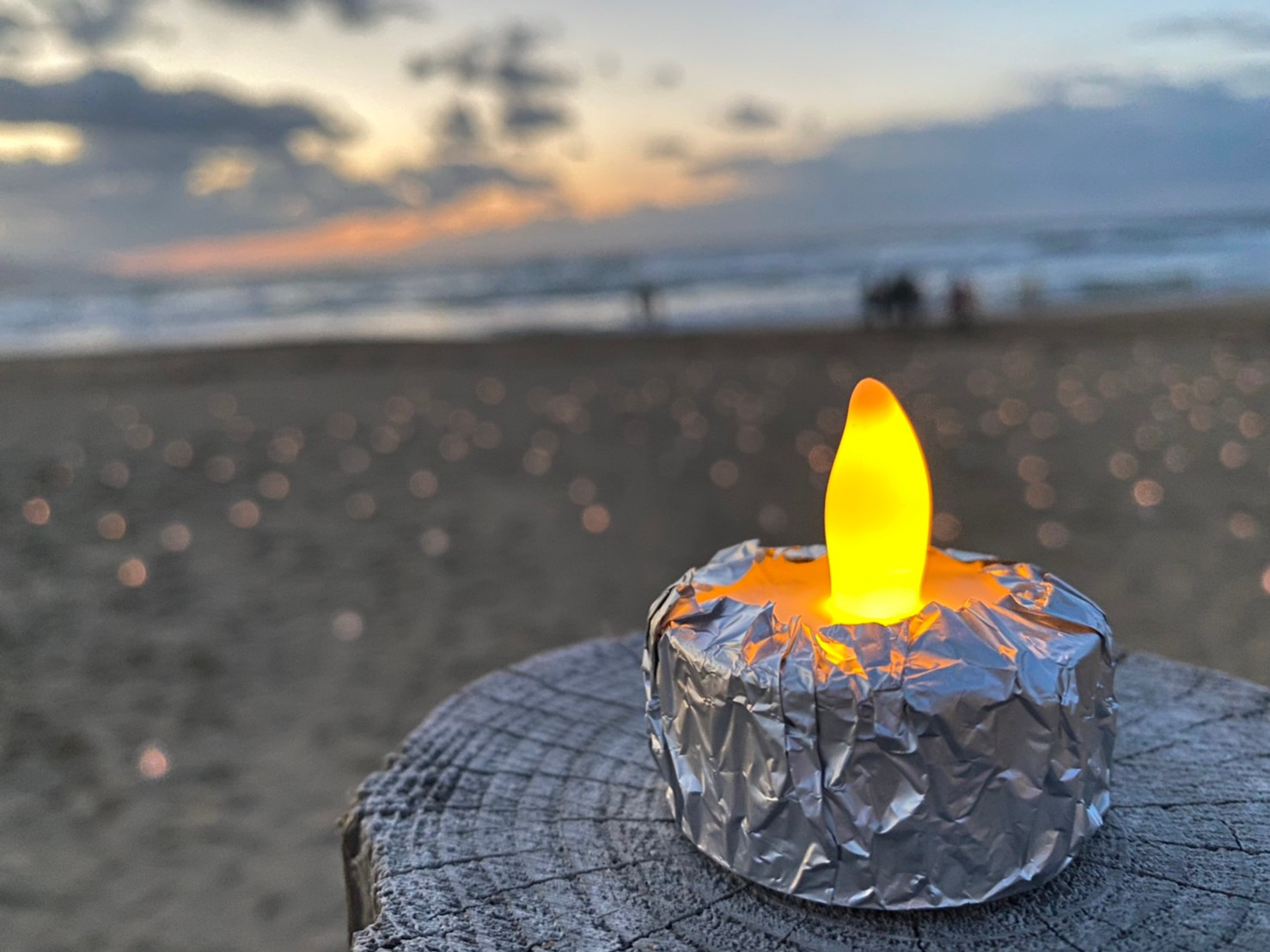
夕日ヶ浦海岸　キャンドルナイト2020

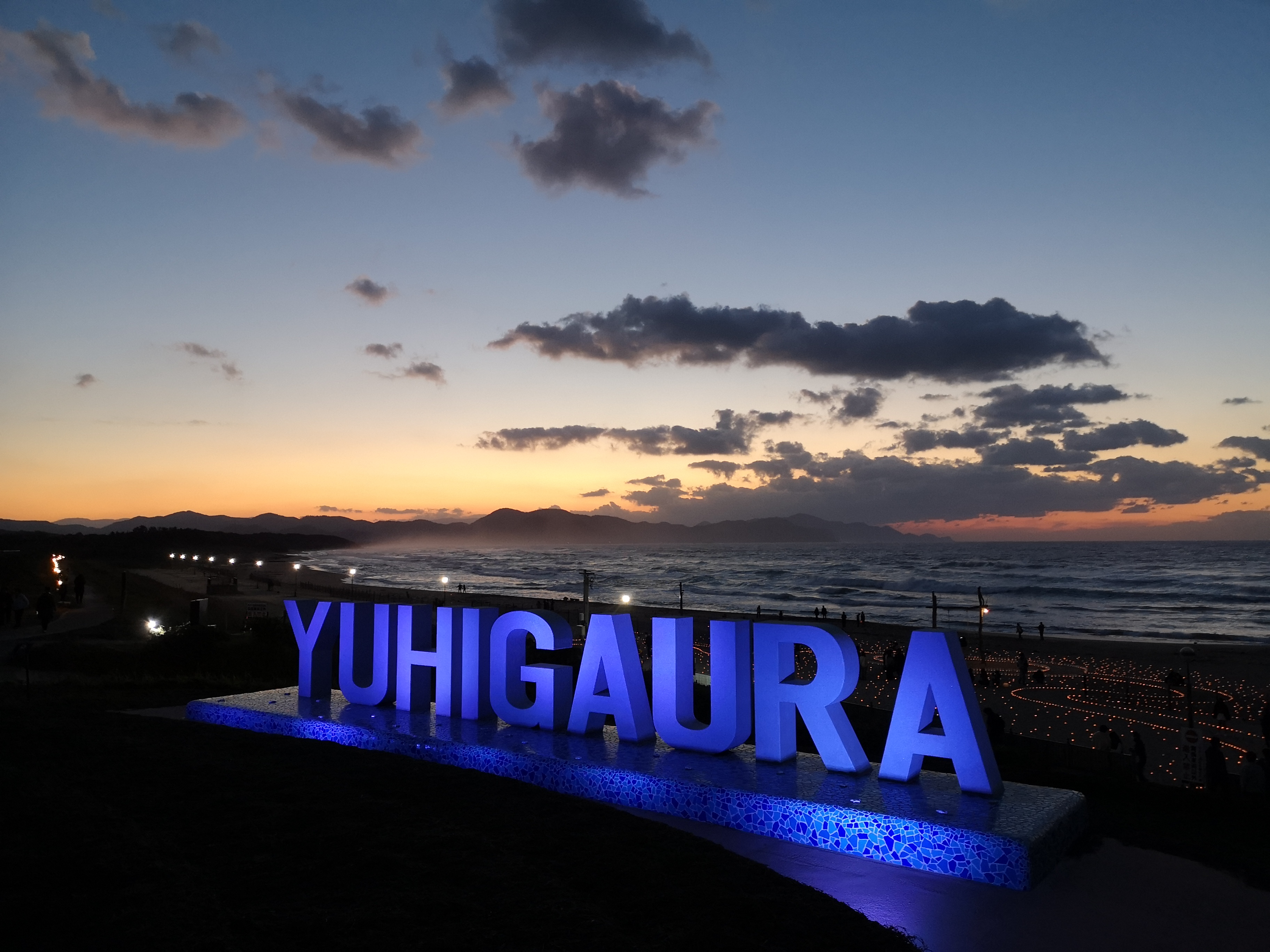
「浜詰　夕日の丘」モニュメント

浜詰海岸（はまづめかいがん）は、京都府京丹後市網野町浜詰地区にある海岸。「夕日ヶ浦海岸」もしくは「常世濱」とも称される。日本の夕陽百選にも選ばれ、夕陽の美しい景勝地として知られている。1987年（昭和62年）には日本の松の緑を守る会によって日本の白砂青松100選に選ばれた。田道間守によって橘の木がもたらされた日本最古の場所であるという伝承が残る。

## 地理
丹後半島の海岸線を京都府竹野郡丹後町間人から海岸沿いに西のほうに向かうと琴引浜があり、さらに西へ進むと網野町中心に八丁浜（浅茂川地区）、そして浅茂川から西の浜詰海水浴場までは磯浜で、牛カ尾山・虫カ尾山の山塊が海に迫る海食崖が続く。牛カ尾山の北には静御前の生誕地として知られる「磯」の集落がある。磯やその西の相谷・大迫に横穴式石室を持つ円墳が点々とあって、浜詰海岸に出ると、再び浜辺が開ける。浜詰から久美浜町湊宮までは約6キロメートルにわたる大砂丘の浜が弓なりに続く。浜詰より西の570ヘクタール]の砂丘は「丹後砂丘」、網野より東の257ヘクタールの砂丘は「網野砂丘」である。
浜詰海岸は丹後砂丘の東端に位置し、“浜を行き詰めた所、浜の端に当たるところ”が「浜詰」という名の由来である。
海岸一帯は古来「木津の浜」と呼ばれ、浜詰集落を北上して、木津川が流れ込む。

## 自然
幅10メートルから25メートル、長さ6キロメートルに及ぶ砂浜と松林の光景が『白砂青松100選』に選ばれた網野町浜詰から久美浜町湊宮までの砂浜の東側にあたり、山陰海岸国立公園の一部にあたる。松林の植林は江戸時代からはじまり、砂の飛散や塩害から住民生活や農産物を守る役割を果たす。

## 観光
1932年（昭和7年）、国鉄宮津線（現・京都丹後鉄道宮豊線）全線開通に際し、丹後木津駅（現・夕日ヶ浦木津温泉駅）が設置されるに伴い、浜詰海岸には海水浴場が開設され、観光資源として注目されるようになった。
2017年（平成29年）以降、海水浴客の途絶える春秋の集客をねらい、夕日ヶ浦観光協会によって、間伐材や流木を活用した木製ブランコ（高さ約5メートル、幅約4メートル）「ゆらり」が設置された。
海岸沿いには、散策路である「夕日の路」や、休憩スポットとして随所に「夕日を観るベンチ-夜と昼の出合いのドラマ-」が設置されている。浜詰海岸に流れ込む木津川の西岸の砂浜は、ドラマ『砂の器』のロケ地でもある。
2020年（令和2年）9月13日に新しい観光地のシンボルとして浜詰海岸を臨むスポット「浜詰　夕日の丘」が誕生した。夕日の丘には、「YUHIGAURA」のモニュメントを据えたステージが設置されている。
2020年（令和2年）10月17日（土）から11月１日（日）まで、夕日ケ浦観光協会や市観光公社などが企画した、夜の海を楽しむ「魔法のトキがここに　夕日ケ浦　うみ×まち灯り」というイベントが行われた。写真映えスポットとして人気のビーチブランコ「ゆらり」にライトを設置するほか、夕日の丘モニュメントに灯籠を置き、周辺の街並みに提灯を掲げられた。10月17日（土）、25日（日）は約２千個のキャンドルライトで海岸を照らした。10月17日（土）には地元酒蔵の日本酒が味わえる丹後酒フェスと夕日ケ浦サンセットバーが開かれた。

## アクセス
- 京都丹後鉄道宮豊線夕日ヶ浦木津温泉駅下車後タクシーで約5分または徒歩で約15～20分[4]
- 山陰海岸国立公園浜詰園地よりすぐ。